# Canon EOS D30
Canon EOS D30 — цифровий дзеркальний фотоапарат просунутого аматорського, або напівпрофесійного рівня серії EOS компанії Canon. Вперше анонсований 17 травня 2000 року. Перша розроблена самостійно компанією Canon цифрова дзеркальна камера, до цього Canon співпрацювала з компанією Kodak, яка поставляла цифрові задники для спільних моделей Canon EOS D2000 (Kodak DCS 520), Canon EOS D6000 (Kodak DCS 560). Наступна модель цього рівня — Canon EOS D60.

## Характеристики
- 22,7×15,1 мм КМОП (CMOS) сенсор APS-C;
- 3,1 ефективних мегапікселів;
- Максимальна роздільна здатність 2160×1440;
- Байонет Canon EF;
- 3-точковий автофокус;
- Світлочутливість 100, 200, 400, 800, 1600 ISO
- Діапазон витримок від 1/4000 до 30 с
- 35-зонний TTL експонометр
- 1,8-дюймовий кольоровий TFT ЖК-монітор, 118 000 пікселів
- Компенсації експозиції від -2 EV до +2 EV з кроком 1/3 EV чи 1/2 EV
- Автобаланс білого та 5 встановлених, також ручний ввід;
- Видошукач пентапризма;
- E-TTL режим роботи спалаху;
- 3 кадри в секунду швидкість серійної зйомки;
- Габарити 150 x 107×75 мм;
- Вага тушки 780 г;